# Tim Bauer
Tim Bauer (* 16. Januar 1985 in Mannheim) ist ein ehemaliger deutscher Fußballspieler, der hauptsächlich auf der Position des linken Außenverteidigers zum Einsatz kam. In seinen Mannschaften fungierte Bauer häufig als Elfmeterschütze.

## Karriere
In seiner Jugend gehörte Bauer lange Jahre zum Aufgebot von DFB-Juniorenauswahlen. 2002 nahm er mit der U-17 an der U-17-Europameisterschaft in Dänemark teil und kam beim Erreichen des Viertelfinals an der Seite der späteren A-Nationalspieler René Adler, Mario Gómez und Lukas Podolski zu zwei Endrunden-Einsätzen.
2004 spielte Bauer für die zweite Mannschaft von Werder Bremen in der damals noch drittklassigen Regionalliga Nord. 2005 wechselte er zur TSG 1899 Hoffenheim in die Regionalliga Süd. Seinen einzigen Einsatz absolvierte er unter dem Interimstrainer Alfred Schön am letzten Spieltag der Saison beim 3:1-Sieg gegen die zweite Mannschaft des Karlsruher SC. In der nächsten Saison spielte er nur noch für die zweite Mannschaft der TSG in der Oberliga Baden-Württemberg. 2007 wechselte er zum SV Sandhausen zurück in die Regionalliga. Doch nach nur einer Saison verließ er den Verein wieder und schloss sich den SF Siegen in der NRW-Liga an.
2009 wechselte er zum VfR Aalen, der aus der Dritten Liga abgestiegen war, in die nun viertklassige Regionalliga Süd. Als Stammspieler erreichte Bauer mit dem Verein den direkten Wiederaufstieg in die Dritte Liga sowie den Sieg des WFV-Pokals, der an der Teilnahme an der ersten Runde des DFB-Pokals berechtigte.
Sein Profiliga-Debüt gab Tim Bauer daraufhin am ersten Spieltag der neuen Drittligasaison am 24. Juli 2010 bei der 3:0-Auswärtsniederlage der Aalener gegen den Zweitligaabsteiger Hansa Rostock. Bei der 1:2-Niederlage in der ersten Runde des DFB-Pokals gegen den FC Schalke 04 gelang ihm ein Elfmetertor gegen Manuel Neuer. Nach einer Verletzung sowie der Entlassung von Trainer Rainer Scharinger in der Winterpause verlor er unter Nachfolger Ralph Hasenhüttl seinen Stammplatz an Enrico Valentini, daher wechselte er zur Saison 2011/12 zu Wormatia Worms in die Regionalliga Süd.
In seiner ersten Saison in Worms konnte er sich als zunächst als Stammspieler etablieren; ab dem Herbst 2012 verpasste er jedoch verletzungsbedingt einen großen Teil der zweiten Saison 2012/13 sowie der Vorbereitung auf die folgende Saison 2013/14. Vor seinem Ausfall zog Bauer noch mit der Mannschaft durch einen 2:1-Sieg gegen Hertha BSC, bei dem er ein Tor per Elfmeter beigetragen hatte, in die zweite Runde des DFB-Pokals ein, schied dort jedoch gegen den 1. FC Köln nach Elfmeterschießen aus.
Im Sommer 2014 wechselte Bauer zum SC Hauenstein in die fünftklassige Oberliga Rheinland-Pfalz/Saar. Dort konnte man sich in den folgenden beiden Spielzeiten jeweils als Tabellen-Zweiter für die Aufstiegsrunde in die Regionalliga qualifizieren, scheiterte in dieser jedoch beide Male am Aufstieg.
2016 schloss sich Bauer dem FV Dudenhofen in der sechstklassigen Verbandsliga Südwest an, mit dem er in der folgenden Saison 2016/17 den Aufstieg in die Oberliga erreichte. Im Sommer 2018 beendete er seine Spielerkarriere.

### Erfolge
- Sieg des WFV-Pokals: 2010 mit dem VfR Aalen
- Aufstieg in die Dritte Liga: 2010 mit dem VfR Aalen
- Aufstieg in die Oberliga: 2017 mit dem FV Dudenhofen